# Antoine Vitkine
Pour les articles homonymes, voir Vitkine.
Antoine Vitkine, né en 1977, est un journaliste, écrivain et réalisateur de documentaires pour la télévision française.

## Biographie
Vitkine est diplômé de Sciences Po et titulaire d’un DEA de relations internationales.
Depuis 2002, il a réalisé plus d'une vingtaine de films documentaires diffusés par des chaînes de télévisions françaises (France 2, France 3, Arte, France 5, et Canal Plus) et internationales, parmi lesquels : La Vengance de Poutine, Triades, la mafia chinoise à la conquête du monde, Mein Kampf, c’était écrit, Kadhafi, Notre meilleur ennemi, Reagan et la guerre froide, Que veut le Pape ?, Goncourt, faites vos jeux sur les prix littéraires, Populisme, l'Europe en danger, Attentats : au cœur du pouvoir, sur les attentats de janvier et novembre 2015, Le président et le dictateur sur les relations entre Sarkozy et Kadhafi, ou encore Bachar. Moi ou le chaos, Magda Goebbels, la première dame du troisième Reich, MBS, prince d'Arabie, Opération Trump, les espions russes à la conquête de l'Amérique. Il est également l'auteur de plusieurs essais et bandes dessinées.
Le journaliste a également travaillé pour une émission culturelle de France 2 et pour l'INA.
En 2005, il est l’auteur d’un essai intitulé les Nouveaux imposteurs, traitant des théories du complot depuis les attentats du 11 septembre 2001.
En 2006, il publie La Tentation de la défaite, un ouvrage de politique-fiction sur l'islamisme radical et la politique étrangère française.
En 2009, il écrit une histoire de Mein Kampf, sur son écriture, sa diffusion, son influence des années vingt à aujourd'hui.
En 2010, il a notamment réalisé Kadhafi, notre meilleur ennemi, documentaire consacré aux relations entre Mouammar Kadhafi et l'Occident dans lequel s'expriment notamment Tony Blair, Condoleezza Rice, Roland Dumas, Martin Indyk ou Benita Ferrero-Waldner. Le film a été tourné peu de temps avant le soulèvement en Libye et diffusé à partir du 1er mars 2011 dans 25 pays, dont la France. En 2011, il couvre la guerre de Libye, puis réalise en 2012 le documentaire Kadhafi, mort ou vif, sur les dessous de ce conflit et la chute du dictateur libyen. En 2015, il réalise un troisième volet, Le président et le dictateur, consacré aux relations entre Nicolas Sarkozy et Kadhafi.
En 2016, il réalise Attentats, au cœur du pouvoir, sur les attentats de Charlie Hebdo et du 13 novembre 2015, où il fait témoigner François Hollande, Manuel Valls, Bernard Cazeneuve, Marine Le Pen, Eric Ciotti, François Molins, Jean-Christophe Cambadelis...
En 2017, il réalise Bachar. Moi ou le chaos, un documentaire sur les relations entre Bachar el Assad et les Occidentaux. Y  témoignent de nombreuses personnalités syriennes, américains, françaises et russes.
En 2021, il réalise Salvator Mundi, la stupéfiante affaire du dernier Vinci, une enquête sur l'histoire d'un tableau dont l'attribution à Léonard de Vinci fait débat et sur son acquisition par Mohammed ben Salmane, prince héritier d'Arabie Saoudite.
En 2023, il réalise la série documentaire "Triades, la mafia chinoise à la conquête du monde", en trois parties, qui explore notamment les liens entre la mafia et les autorités chinoises. En 2025, il publie un livre sur le même sujet. 
Vitkine a fait partie du Cercle de l'Oratoire, un think tank français créé en 2001 et disparu en 2008, qui a édité la revue atlantiste Le Meilleur des mondes,.

## Filmographie
- 2002 : Enfants de taulards, sur les familles de détenus, Arte
- 2002 : Tchernobyl, un mensonge à la française, sur les conséquences du nuage de Tchernobyl en France, 13ème Rue
- 2004 : Goncourt, faites vos jeux, sur les prix littéraires, Canal Plus
- 2004 : Le 11 septembre n'a pas eu lieu et Le grand complot, 2 x 52 min, sur les théories du complot, Arte
- 2007 : Un homme en colère, 52 min, Arte
- 2008 : Mein Kampf, c'était écrit, 55 minutes, sur l'histoire de Mein Kampf, Arte
- 2008 : Les esclaves oubliés, 50 minutes. Au sujet de la traite orientale[10], Arte
- 2009 : Que veut le Pape ?, 52 min, sur Benoît XVI, Arte
- 2009 : Qui veut gagner des milliards ?, 48 minutes. À partir de la crise financière mondiale débutant en 2007, fait l'histoire de la Cité de Londres (son secteur financier)[11], Arte
- 2009 : Ronald Reagan, dans la collection L'enfance d'un chef, Arte
- 2009 : Dati l'ambitieuse, 52 min, « Retrace l’étonnant parcours de Rachida Dati jusqu’aux sommets de la République »[12], Arte
- 2011 : Kadhafi, notre meilleur ennemi, 90 minutes, France 5
- 2012 : La guerre invisible, 48 minutes. Traite de la cyberguerre, Arte
- 2012 : Kadhafi, mort ou vif, 90 minutes, France 5
- 2013 : Édouard Leclerc, l'épicier de la république. 60 min, diffusé le 8 avril 2013 sur France 3[13].
- 2014 : Populisme, l'Europe en danger, 90 m, diffusé sur Arte
- 2015 : Le Président et le Dictateur, Sarkozy-Kadhafi, 77 min, diffusé sur France 3
- 2016 : Attentats, au cœur du pouvoir, 75 min, diffusé le 04/01/2016 sur France 3
- 2016 : Bachar, moi ou le chaos, 90 min, diffusé sur France 3
- 2017 : Magda Goebbels, la première dame du 3ème Reich, 55 min, diffusé sur France 2
- 2018 : La vengeance de Poutine, diffusée sur France 5
- 2019 : 1939. La France entre en guerre, France 3
- 2020 : MBS, prince d'Arabie, France 5
- 2024 : Bachar, le maitre du chaos, 90 min, diffusé sur France 5
- 2021 : Salvator Mundi, la stupéfiante affaire du dernier Vinci, France 5
- 2023 : Triades la mafia chinoise à la conquête du monde, Arte
- 2024 : Opération Trump, les espions russes à la conquête de l'Amérique, France 5

## Publications
- Les Nouveaux Imposteurs, La Martinière, Paris, 2005  (ISBN 284675151X)
- La Tentation de la défaite (préface de Pascal Bruckner), La Martinière, Paris, 2006  (ISBN 284675201X)
- Mein Kampf : histoire d'un livre, Flammarion, Paris, 2009, poche Champs Histoire, 2013 (traduit en 9 langues)
- MBS, l'enfant terrible d'Arabie Saoudite, bd, avec Christophe Girard, Steinkis les Escales, 2023
- Salvator Mundi, bd, avec Eric Liberge et Sébastien Borgeaud, Futuropolis, 2025
- Triades, La mafia chinoise à la conquête du monde, Tallandier, 2025